# اتحادیه المپیک گویان
اتحادیه المپیک گویان (انگلیسی: Guyana Olympic Association) یک سازمان ورزشی است که نماینده کشور گویان در کمیته بین‌المللی المپیک می‌باشد.
این سازمان که در سال ۱۹۳۵ تأسیس شده مسئول آماده‌سازی و اعزام ورزشکاران به بازی‌های المپیک، بازی‌های المپیک جوانان و بازی‌های پان امریکن است.